# Лядоцкий переезд (станция)
Ля́доцкий перее́зд (или Ля́децкий перее́зд) — разъезд на Октябрьской железной дороге, на линии Веймарн — Гдов. Расположен около Лядоцкого переезда (дороги на Лядцы), отсюда название. При нём расположена деревня Лядецкий Переезд.
Посадочная платформа находится возле переезда, а само путевое развитие — несколько дальше, ближе к Гдову.
От станции отходит подъездной путь на военный аэродром Смуравьёво.
Поезда на станции не разъезжаются.

## История
- При строительстве дороги Псков — Нарва в 1916 году ни платформа, ни станция построена не была.

- Платформу построили уже после 1927 года.

- В 1943 году у остановки появилось имя — платформа Ляды. Названа в честь деревни Лядцы.

- До Великой Отечественной войны оставалась платформой.

- После войны южнее платформы был построен разъезд в интересах военного аэродрома, от которого до разъезда протянули восьмикилометровую ветку.

## Неоднозначность названия
Различные источники приводят названия «Лядоцкий переезд», «Лядецкий переезд». При этом местное население чаще употребляет второй вариант названия. В пригородных поездах, останавливающихся на платформе, также объявляется как «Лядецкий переезд».